# Cirrochroa chione
Cirrochroa chione is een vlinder uit de familie van de Nymphalidae. De wetenschappelijke naam van de soort is voor het eerst geldig gepubliceerd in 1921 door Norman Denbigh Riley & Godfrey.